# Télé-Québec
Télé-Québec, édité par la Société de télédiffusion du Québec, est une chaîne de télévision québécoise publique à vocations éducative et culturelle. Détenue par le gouvernement du Québec, son siège social est situé à Montréal et elle compte dix bureaux régionaux. Télé-Québec a été actionnaire d’ARTV jusqu'en 2010 et est membre des conseils d'administration de cette dernière et de TV5 Québec Canada. Télé-Québec est aussi le partenaire principal de Savoir média.
Avant 1996, la société est connue sous le nom de Radio-Québec. Marie Collin est la présidente-directrice générale depuis le 10 août 2015. Elle a succédé à Michèle Fortin, qui a été à la tête du diffuseur public pendant dix ans. Vincent Godcharles est actuellement président de son conseil d'administration.

## Description
Télé-Québec s'adresse principalement à une clientèle francophone du Québec.
Ses activités ont principalement pour but,, :
- de développer le goût du savoir, d'éveiller la curiosité, d'ouvrir de nouveaux horizons, de susciter la réflexion et d'entraîner les téléspectateurs sur le chemin de la découverte ;
- de favoriser l'acquisition de connaissances par la présentation d'émissions éducatives et attrayantes ;
- de promouvoir la vie artistique et culturelle, d'en être le porte-étendard et de soutenir les artistes et artisans dans leurs multiples réalisations ;
- de refléter les réalités régionales et la diversité de la société québécoise.

Elle est en partie financée par le gouvernement du Québec, le reste provenant de la ventes d'annonces publicitaires et de commandites.

## Historique

### Radio-Québec (1968-1996)

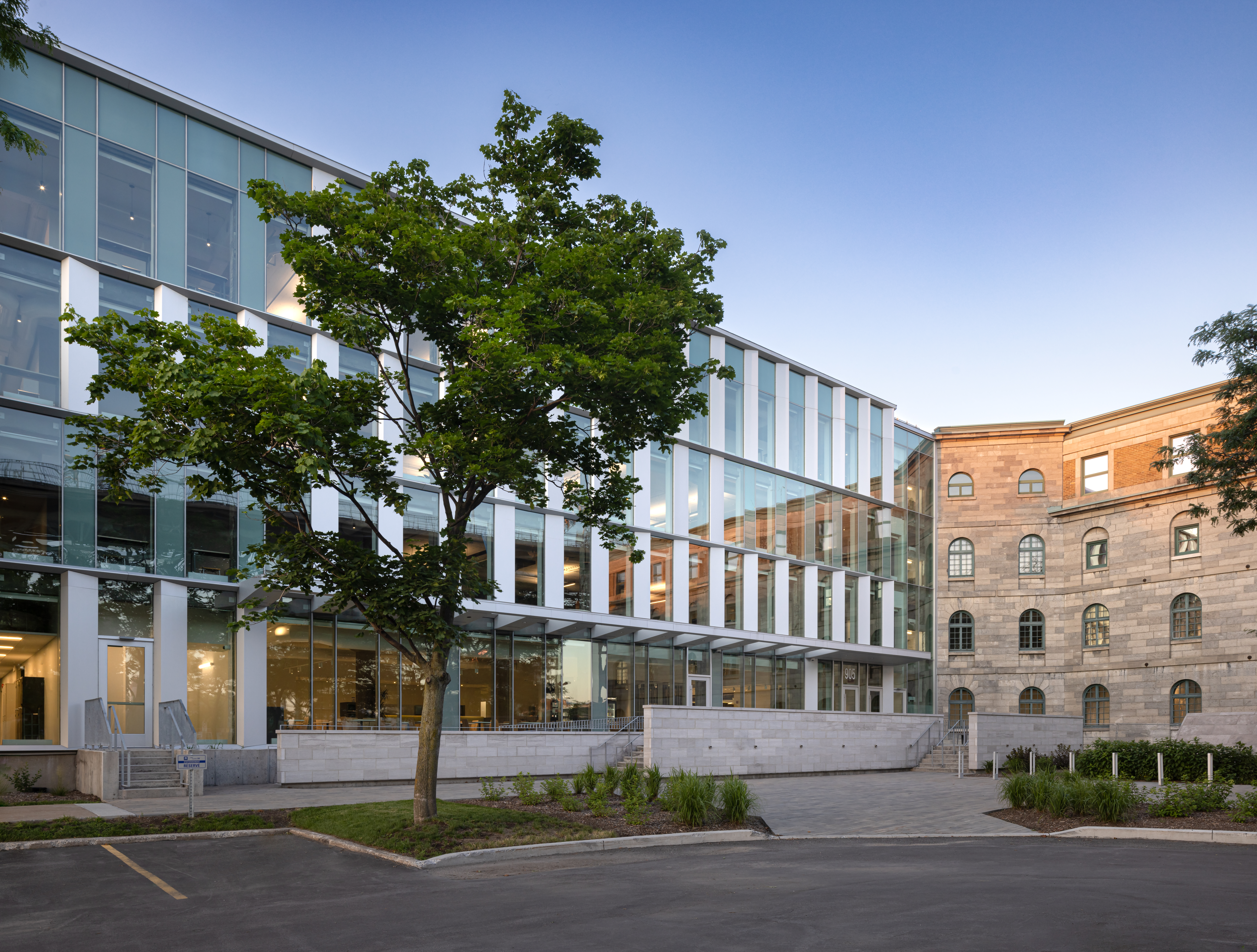
Siège social à Montréal.

Le gouvernement québécois crée Radio-Québec le 22 février 1968 par la mise en vigueur d'une loi votée en 1945. La nouvelle institution emménage rues Fullum et Sainte-Catherine. En 1969, le gouvernement crée par loi l'Office de radio-télédiffusion du Québec qui exploitera Radio-Québec. Ce nom s'inspire de celui de l'ORTF en France.
Au début, Radio-Québec n'a aucun canal. Elle commence par produire la série radio En montant la rivière, sur l'histoire du Québec, et la série télé Les Oraliens, qui sera rediffusée durant 13 ans.
Puis en 1972, Radio-Québec ouvre sa station, où elle commence par diffuser seulement deux heures par jour, ce qui sera progressivement augmenté. D'abord seulement sur le câble dans les régions de Montréal et Québec, elle est diffusée l'année suivante sur le câble de Hull, de Gatineau et de Sherbrooke.
Puis, en 1974 au Québec, par décision favorable du CRTC, les premières stations émettrices UHF sont mises en activité et le réseau de télévision est officiellement lancé en 1975. Le réseau sera étendu les années suivantes afin de rejoindre toutes les régions du Québec.
Le 23 mars 1978, la direction de Radio-Québec a décidé d'interrompre la diffusion en raison d'un conflit de travail l'opposant au syndicat général des employés de la station. À la rentrée de l'Assemblée nationale en octobre, l'émetteur est remis en fonction afin de diffuser les débats de la journée à partir de 18 h 30. La programmation régulière reprend pour quelques heures en soirée à partir du 3 novembre 1978, et les productions maison sont de retour en janvier.
En 1979, Radio-Québec devient la Société de radio-télévision du Québec. Elle lance le slogan : « L'autre télévision ». Parmi les émissions phares à cette époque, la création de Téléservice dont le producteur a été Gaëtan Lavoie qui devait aussi par la suite réalisé Parler pour parler. Parmi les séries importantes réalisées par ce réalisateur, trois heures exceptionnelles sur le dramaturge Marcel Dubé; Les Temps de Marcel Dubé.
Après plusieurs années d'expansion régionale, le rapport Gobeil est déposé en 1986, et la Société subit de lourdes compressions budgétaires. Les émissions régionales en détachement de réseau sont abandonnées.
En 1982, un accord est conclu pour la retransmission par Radio-Québec de certaines des émissions que l'Université du Québec (par sa constituante Télé-Université) émet sur un canal de Vidéotron, d'où naîtra le Canal Savoir.
En 1988, Radio-Québec soutient l'établissement de TV5 au Québec (TV5 Québec Canada).
En 1992, les activités de production sont concentrées à Montréal avec l'aménagement de nouveaux studios. Le milieu des années 1990 est marqué par de nouvelles compressions budgétaires qui amènent la société à devoir recourir à des producteurs privés.

### Télé-Québec (depuis 1996)
Le 19 août 1996, Radio-Québec devient officiellement Télé-Québec, En 2001, la société devient actionnaire d'ARTV. Elle cédera la totalité de ses parts (25 %) à la Société Radio-Canada le 13 juillet 2010.
En 2005, un comité d'examen, nommé par le ministère de la Culture et des Communications, recommande une modernisation de la société, notamment par l'abandon de la production interne. Son rapport est déposé le 22 février 2005 et rendu public le 9 mars suivant,. Cette modernisation est mise en œuvre dès 2006 avec l'arrêt de la production à Montréal ainsi que l'abolition de 127 postes.
En 2008, Télé-Québec, déjà membre de Canal Savoir, en devient le partenaire principal par décision unanime des membres du conseil d'administration de cet organisme, constitué majoritairement des représentants des universités québécoises. En soutien à la nouvelle impulsion donnée à Canal Savoir, le ministère de l'Éducation, du Loisir et du Sport (MELS) du Québec convient de verser à Télé-Québec une subvention de 3 millions de dollars (à raison d'un million par an) aux fins de renouveler et bonifier la programmation de la chaîne, afin qu'elle soit plus diversifiée et reflète l'ensemble du territoire québécois.
En 2014, Télé-Québec et ses partenaires du milieu culturel lancent La Fabrique culturelle, toute première plateforme culturelle pan-québécoise sur le Web.
Le 28 juin 2017, il est annoncé que Télé-Québec et la Société de développement des entreprises culturelles (SODEC) s'associent pour faire l'acquisition de l'édifice patrimonial Au-Pied-du-Courant. Le déménagement est complété en 2020.
En 2018, Télé-Québec célèbre son 50e anniversaire en organisant plusieurs événements, dont un concert dirigé par Yannick Nézet-Séguin en partenariat avec l'Orchestre Métropolitain de Montréal.
Depuis 2019, Télé-Québec produit des podcasts, notamment journalistiques. Certaines séries sont produites en collaboration avec des studios de production québécois spécialisés en baladodiffusion, comme Transistor Média, RECréation ou La puce à l'oreille,.
En 2021, Télé-Québec lance sa nouvelle plateforme vidéo. Cette nouvelle plateforme fait en sorte que ses contenus sont disponibles sur plus de plateformes qu'auparavant. Elle procède aussi à une refonte de sa zone vidéo.
Télé-Québec inaugure son nouveau siège social en juillet 2022, au 905, avenue De Lorimier, dans le bâtiment historique Au-Pied-du-Courant, qu'elle partage avec la SODEC.

### Identité visuelle (logo)

Logo de 1968 à 1979.
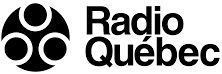
Logo de 1979 à 1996.
Logo de 1996 à 2008.
Logo depuis 2009
Logo alternatif, utilisé aujourd'hui (en date de 2024)

### Slogan
Avant septembre 2010 : « L'esprit ouvert »
À partir de septembre 2010 : « L'autre télé ». Dans les dernières années, les slogans publicitaires se sont succédé : «Télé-Québec et fière de l'être», « Télévorez Télé-Québec » et présentement, « Vivez l'expérience Télé-Québec ».

## Programmation

### Téléromans et mini-séries
- Bien dans sa peau (1976–1977)
- Au jour le jour (1980–1981)
- Les Fils de la liberté (jan-fév 1982)
- S.O.S. j'écoute (1982–1983)
- À plein temps (1984–1988, après Radio-Canada)
- L'Amour avec un grand A (1986-1996)
- Le Matou (6 × 45 minutes, fév-mars 1987)
- Miléna Nova Tremblay (jan-fév 1988)
- Tandem (1989–1992)
- Desjardins : La Vie d'un homme, l'histoire d'un peuple (octobre 1990)
- Graffiti (1992–1995)
- Bombardier (février 1992)
- Zap (1993–1996)
- Mourir d'amour[24] (oct-déc 1994)
- Délirium (2000)
- Ramdam (2001−2008)
- Fêtes fatales (2002)
- La Grande Expédition (2002)
- Jean Duceppe (2002)
- Simonne et Chartrand (nov 2003)
- Jean Moulin, une affaire française (2003, après Super Écran)
- Pure laine (2006−2007)
- Histoire de famille (5 × 45 minutes, jan 2007)
- Octobre 70 (2007)
- Tactik (2009−2013)
- Chabotte et fille (2009−2012)
- Les Bobos (2012−2013)
- Subito texto (2014−2017)
- Conseils de famille (2016−2018)
- Like-moi ! (2015−2020)
- M'entends-tu? (2019−2021)
- Le 422 (2019−2021)
- L'Air d'aller (2022−2024)
- Qui a poussé Mélodie? (2025−en cours)[25]

### Émissions et séries jeunesse
Note : Les séries de type téléroman sont situés dans la section ci-haut.
- Les Oraliens (1969–1970)
- Les 100 Tours de Centour (1971–1972)
- Passe-Partout (1977–1992 + 2019-en cours)
- Le Club des 100 watts (1988–1995)
- Robin et Stella (1989–1993)
- L'Aventure de l'écriture (1993-1998)
- Les Contes du chat perché (1994-1998)
- La Maison de Ouimzie (1995–1997)
- Les Aventures de la courte échelle (1996–1997)
- Macaroni tout garni (1998–2004)
- Cornemuse (1999–2003)
- Bonjour Madame Croque Cerise (1999–2003)
- 11 Somerset (2004)
- Kaboum (2007–2012)
- Toc toc toc (2007–2014)
- Sam Chicotte (2008–2011)
- 1, 2, 3... Géant (2011–2013)
- Les Argonautes (2013–2016 + web 2017)
- Salmigondis (2015–2018)
- Cochon dingue (2017–en cours)
- Alix et les Merveilleux (2019–2021)
- Les Mutants (2020–2021)
- Comme des têtes pas de poule (2022-en cours)
- Le Pacte (2022-en cours)
- L'Île Kilucru (2022-2024)
- Frida, c'est moi (2023-en cours)
- Le monde selon (2023-en cours)
- Drazilion (2023-en cours)[26]
- L'Aventure du Monde des mondes (2024-en cours)[27]

### Émissions
- En montant la rivière, 1968. Série radio sur l’histoire du Canada. Première série d’émissions produite par Radio-Québec[6].
- Aux yeux du présent, 1972. Série historique de Pierre Gauvreau.
- Chacun son tour, 1976-1981. Émission produite par les régions.
- Droit de Parole, 1979-2003. Débats sur les enjeux de société. Émission animée notamment par Matthias Rioux, Jean Cournoyer, Claire Lamarche et Anne-Marie Dussault
- Les Lundis de Pierre Nadeau, 1979-1982 et Pierre Nadeau rencontre, 1982-1985.
- Station soleil. 1981-1987. Émission de variétés animée notamment par Jean-Pierre Ferland, Louise Forestier et Benoit Marleau
- Téléservice[28], 1981-1988; 1990-1995. Émission d'informations qui fut animée notamment par Claude Saucier, Guy Richer, Gérard-Marie Boivin, et Yves Mondoux.
- La Minute à Gérard D. Laflaque, 1982-1983.
- Nord-Sud, 1983-1994. Série hebdomadaire d'affaires publiques sur les questions de développement dans le monde. La première émission de ce genre à avoir été mise en ondes. Diffusée par la suite de 1994 à 1995 à la fin du mois dans l'émission Le choc du présent de Isabelle Maréchal.
- La Soirée de l'impro, 1983-1990, qui popularise l'improvisation théâtrale.
- Quebec School Telecasts, 1984-1996. Émission éducative quotidienne en langue anglaise.
- Parler pour parler, 1984-1994 et Janette ... tout court, 1994-1996. Discussions animées par Janette Bertrand.
- Beau et chaud, 1988-1994. Émission de variétés éclatée animée par Normand Brathwaite.
- Omni Science, 1989-1996. Émission de science animée par Claire Pimparé.
- Pignon sur rue, 1995-1999. Émission de téléréalité.
- Mais où se cache Carmen Sandiego?, 1995-1998. Jeu télévisé animé par Martin Drainville et Pauline Martin.
- Christiane Charette en direct, 1996-2004. animé par Christiane Charette (en soirée après SRC)
- Science-Friction, 1996-1998. animé par André Ducharme
- Alloprof, 1996-1998. animé par Martin Matte
- Québec Pleins Écran, 1996-1998.
- Québec Pleins Écran édition Week-End, 1996-1998.
- Culture Éclair, 1997-2005. animé par Christiane Charette
- Lectures de fin de soirée, 1997-1998.
- Les Francs-tireurs, 1998-2020
- Ciel! mon Pinard, 1998, suivie de Les Pieds dans les plats, 2000.
- Tous contre un, 2001-2003. Un quiz animé par Marc-André Coallier.
- À la di Stasio, 2002-2014. Émission culinaire animée par Josée di Stasio.
- Belle et Bum, 2003-en cours. Animée par Normand Brathwaite et une coanimatrice.
- Il va y avoir du sport, 2004-2008. Émission de débats et humour animée par Marie-France Bazzo.
- Le Rebut Global, 2004-2007. Projet de développement durable.
- Cinéma québécois, 2008. Série documentaire de treize épisodes sur l'histoire du cinéma québécois[29].
- Kilomètre zéro, 2008-2011. Une émission d’affaires publiques sur les régions du Québec. Le magazine socioculturel de Télé-Québec animé par Karina Marceau.
- Un chef à la cabane (gastronomie, acériculture), 2013-en cours, animée par le grand chef cuisinier québécois Martin Picard[30],[31]
- 180 jours, émission de télévision documentaire produite par Avanti Groupe et diffusée depuis le 10 septembre 2018 à Télé-Québec[32]
- La fièvre des festivals, 2025−en cours

### Ciné-cadeau
Ciné-cadeau est une case cinéma diffusée annuellement depuis 1982, approximativement entre la mi-décembre et la première semaine de janvier et proposant des films à l'intention des enfants, majoritairement des dessins animés.
Durant le temps des fêtes de 1980 et 1981, Radio-Québec proposait des films pour enfants à 18 h 30, mais ce n'est qu'en 1982 que la chaîne adopte le titre Ciné-cadeau. En 2021, diffusée à 9 h, 15 h 30 et 18 h 30, on y retrouve la série de films d'Astérix, de Lucky Luke, de Tintin, Madagascar, ainsi que des films comme Il pleut des hamburgers, Le Coq de St-Victor, Poulets en fuite, Un monstre à Paris, etc.
Une case Cinéma en fête apparaît à l'horaire au même moment. Le film diffusé à 12 h s'adresse à la jeunesse (exemples : Ella l'ensorcelée, La Grenouille et la Baleine), alors que ceux présentés après 20 h s'adressent à un public plus mature (exemples : Moulin Rouge, Le Dîner de cons).
En 2022, la série balado Le grand déballado de Ciné-cadeau voit le jour afin de souligner le 40 ans de Ciné-cadeau. Animé par Mathieu Bouillon, le balado revisite les films classiques de la programmation en compagnie de personnalités québécoises: Antoine Vézina, Tammy Verge, Guillaume Lambert, Nicolas Michon, Catherine Ethier et Charles Beauchesne,,,.

### Balados
- T'es où, Youssef? - Le journal du film (2017)
- Deux hommes en or (2017)
- Les francs-tireurs (2017)
- Y'a du monde à messe (2017)
- Banc public (2017)
- La bombe (2018)
- Debouttes (2019)
- Trafic: À la recherche du client (2019)[38]
- Zone franche (2019)
- Briser le code: le déclic (2020)
- Réflexions sur «Prêts pour la décroissance?» (2020)
- Les poussières de Daech - Ceux qui restent derrière (2020)
- Police en service: retour en arrière (2021-2022)
- Devenir Margot (2021)[39]
- Nos années 20 (2021)
- Derrière la Une (2021)
- La nuit des longs couteaux (2021)[40]
- Histoires à coucher dehors (2022)
- Devenir Roger (2022)[41]
- Manger le territoire (2022)[42]

### Balados jeunesse
- MAMMOUTH le balado - en collaboration avec Tel-jeunes (2021)
- Peut contenir des traces de blagues (2022)
- Passe-Partout: les rigolades (2022)
- Rôties mystères (2022)
- Lotus et Cali: des histoires qui font un peu peur (2022)
- Sam raconte (2022)
- Mon ami Bulle et moi (2022)

## Infrastructure
Télé-Québec possède dix-sept antennes de transmission hertzienne analogique à travers le Québec, rejoignant plus de 92 % de la population. La mise en ondes est faite à partir du siège social à Montréal. La station possède une licence de diffusion numérique terrestre et diffuse sur le canal 27 depuis le 26 janvier 2009 à partir d'un émetteur situé au sommet du mat du stade Olympique.
Les trois seules émissions entièrement produites par Télé-Québec en 2007 sont Méchant contraste!, la Dictée des Amériques et les capsules culturelles Prêt-à-sortir. La production est coordonnée depuis le bureau de Québec et s'effectue en collaboration entre les neuf bureaux régionaux :
- Val-d'Or (Abitibi-Témiscamingue)
- Rimouski (Bas-Saint-Laurent)
- Québec (Capitale-Nationale et Chaudière-Appalaches)
- Sept-Îles (Côte-Nord)
- Sherbrooke (Estrie et Montérégie)
- Carleton-sur-Mer (Gaspésie–Îles-de-la-Madeleine)
- Trois-Rivières (Mauricie, Centre-du-Québec et Lanaudière)
- Gatineau (Outaouais et Laurentides)
- Chicoutimi (Saguenay–Lac-Saint-Jean)

### Télévision numérique terrestre et haute définition
Télé-Québec a été lancé en haute-définition le 16 juin 2008, distribué par câble et satellite.
À Montréal, une antenne installée au sommet du toit du Stade olympique de Montréal diffuse la programmation de Télé-Québec depuis janvier 2009 au canal 27. Après la date de transition au numérique terrestre le 31 août 2011, CIVM-DT est passé au canal 26 (canal virtuel 17.1) et l'émetteur analogique au canal 17 situé sur le Mont-Royal a été éteint.
À Québec, CIVQ-DT est entré en ondes au mois d'août 2010 à partir du sommet de l'Édifice Marie-Guyart au canal 25 avec une puissance apparente rayonnée moyenne de 8 210 watts. Après avoir éteint l'émetteur analogique le 31 août 2011, CIVQ-DT est passé au canal 15 (canal virtuel 15.1).
Treize autres antennes de Télé-Québec sont passées au numérique terrestre depuis le 1er septembre 2011. Les antennes de Grand-Fonds et de Rimouski sont passés au numérique au cours du mois de septembre.

## Antennes
Télé-Québec est composé de douze stations et cinq ré-émetteurs, provenant de CIVM-TV à Montréal.
| Station   | Ville de licence | Canal numérique | Canal virtuel | PAR    | HAAT    | Coordonnées du transmetteur                                                | Notes                                                                     |
| --------- | ---------------- | --------------- | ------------- | ------ | ------- | -------------------------------------------------------------------------- | ------------------------------------------------------------------------- |
| CIVA-TV   | Val-d'Or         | 12 (VHF)        | 12.1          | 22 kW  | 204,5 m | 48° 25′ 17″ N, 77° 50′ 49″ O                                               | En ondes depuis le 18 janvier 1980                                        |
| CIVA-TV-1 | Rouyn-Noranda    | 8 (VHF)         | 8.1           | 19 kW  | 232,9 m | 48° 15′ 52″ N, 79° 02′ 38″ O                                               | En ondes depuis le 18 janvier 1980 sous le nom de CIVN-TV                 |
| CIVB-TV   | Rimouski         | 22 (UHF)        | 22.1          | 136 kW | 460,5 m | 48° 28′ 02″ N, 68° 12′ 39″ O                                               | En ondes depuis le 3 novembre 1981 sous le nom de CIVR-TV                 |
| CIVB-TV-1 | Grand-Fonds      | 31 (UHF)        | 31.1          | 95 kW  | 508 m   | 47° 46′ 47″ N, 70° 09′ 08″ O                                               | Sert les villes de La Malbaie et Baie-Saint-Paul depuis 1985              |
| CIVC-TV   | Trois-Rivières   | 33 (UHF)        | 45.1          | 290 kW | 398,1 m | 46° 29′ 33″ N, 72° 39′ 07″ O                                               | En ondes depuis le 6 octobre 1981                                         |
| CIVF-TV   | Baie-Trinité     | 12 (VHF)        | 12.1          | 46 kW  | 148,2 m | 49° 23′ 28″ N, 67° 28′ 15″ O                                               | Couvre aussi Baie-Comeau; en ondes depuis l'automne 1982                  |
| CIVG-TV   | Sept-Îles        | 9 (VHF)         | 9.1           | 19 kW  | 218,9 m | 50° 10′ 18″ N, 66° 44′ 16″ O                                               | En ondes depuis l'automne 1982                                            |
| CIVK-TV   | Carleton-sur-Mer | 15 (UHF)        | 15.1          | 140 kW | 459 m   | 48° 08′ 08″ N, 66° 06′ 58″ O                                               | Couvre aussi Campbellton (Nouveau-Brunswick); en ondes depuis 1984        |
| CIVK-TV-1 | Gascons          | 32 (UHF)        | 32.1          | 180 kW | 203,1 m | 48° 12′ 41″ N, 64° 52′ 14″ O                                               | Couvre la Péninsule acadienne depuis 1984                                 |
| CIVK-TV-2 | Percé            | 17(UHF)         | 40.1          | 600 W  | 405,4 m | 48° 31′ 38″ N, 64° 14′ 37″ O                                               | En ondes depuis 1984                                                      |
| CIVK-TV-3 | Gaspé            | 35 (UHF)        | 35.1          | 550 W  | 424,5 m | 48° 50′ 01″ N, 64° 15′ 24″ O                                               | En ondes depuis 1984                                                      |
| CIVM-TV   | Montréal         | 26 (UHF)        | 17.1          | 269 kW | 170,6 m | 45° 33′ 28,48″ N, 73° 33′ 06,39″ O Stade olympique de Montréal (numérique) | Tête du réseau; en ondes depuis le 19 janvier 1975                        |
| CIVO-TV   | Gatineau         | 30 (UHF)        | 30.1          | 300 kW | 353,2 m | 45° 30′ 09″ N, 75° 50′ 59″ O                                               | Diffuse de la tour Ryan depuis 1977                                       |
| CIVP-TV   | Chapeau          | 23 (UHF)        | 23.1          | 758 W  | 98,8 m  | 45° 55′ 29″ N, 77° 04′ 22″ O                                               | Couvre aussi Pembroke (Ontario)                                           |
| CIVQ-TV   | Québec           | 15 (UHF)        | 15.1          | 194 kW | 153,0 m | 46° 48′ 29″ N, 71° 13′ 03″ O                                               | Diffuse de l'Édifice Marie-Guyart; en ondes depuis le 19 janvier 1975     |
| CIVS-TV   | Sherbrooke       | 24 (UHF)        | 24.1          | 60 kW  | 583,6 m | 45° 18′ 43″ N, 72° 14′ 30″ O                                               | En ondes depuis 1982 au canal 14, déplacé au canal 24 au cours de l'année |
| CIVV-TV   | Saguenay         | 8 (VHF)         | 8.1           | 84 kW  | 593,8 m | 48° 36′ 07″ N, 70° 49′ 48″ O                                               | Diffuse du Mont-Valin; En ondes depuis l'automne 1982                     |